# スティーブン・ウルフラム
スティーブン・ウルフラム（Stephen Wolfram、1959年8月29日 - ）は、イギリス人（学部卒業後はアメリカで進学）の理論物理学者で、米ウルフラム・リサーチ社を創業し現在も最高経営責任者である。

## 来歴
ロンドン生まれ。両親はドイツ・ヴェストファーレンから亡命したユダヤ人難民だった。父・ヒューゴは小説家で、母・シビルはオックスフォード大学で哲学の教授を務めていた。弟は技術者のコンラッド・ウルフラム。
彼は高校時代、授業が退屈で他の生徒の数学の宿題をアルバイトにしていた。17歳でオックスフォード大学に入学したものの、授業に出ずに独学をしていた。在学中に10本の論文を執筆した後、18歳でカリフォルニア工科大学に進み、高エネルギー物理学、場の理論、宇宙論の研究を行った。20歳で理論物理学の研究により、カリフォルニア工科大学においてPh.D. の学位を取得。
その一方で、コンピューターを用いた代数計算の方法を検討していた。1981年にこのアイディアを具現化した数学ソフト（Mathematicaの前身のSMP（Symbolic Manipulation Program））を商業リリース。
1982年より、現在では『複雑系』に分類される自然界の複雑さについて研究。セル・オートマトンに関する革新的研究を行った。23歳のときにはセル・オートマトンに関する論文を出版した。
カリフォルニア工科大学、プリンストン高等研究所、イリノイ大学で教授を歴任した後、1986年に複雑系研究の学術センター、Wolfram Research Inc. を設立。同分野の学術雑誌を創刊した。
数学ソフト Mathematica の開発は1986年より行い、1988年6月23日に最初のバージョンをリリース。1991年にバージョン2をリリースした後は、Mathematica の開発と自然科学の研究を並行して行っている。
2020年4月、Wolframはチャーチ・ロッサー特性に従う最低限の項書き換え則で変形されたハイパーグラフのパラダイムですべての物理法則を簡潔に説明するための取り組みの一環として、Wolfram Physics Projectを発表した。この取り組みは、Wolframが『A New Kind of Science』で最初に述べた考えの延長である。
根本にある考え方は、抽象的な項書き換えシステム（Wolfram MathWorldでは「substitution system（代入系）」となっている）で創発する複雑性の追究であり、特に最小の書き換え規則のセットによるシステムを対象としている。ほとんどの例が順序グラフの書き換えシステムのものであるが、文字列書き換えシステムに関連する例で解説されているコンセプトもある。これらのシステムで得られる計算論理上の現象の多くは、セルオートマトンについてのWolframの過去の研究と類似している。新たに導入された順序付きグラフシステムは、セルオートマトンとは違った方法で幾何学的解釈に適しており、物理法則との類似性への入り口は、主にこの幾何学的解釈なのである。
『NUMBERS 天才数学者の事件ファイル』や『メッセージ (映画)』で数学的・物理学的な監修を行った。

## 著書

### 書籍
- A New Kind of Science (Wolfram Media Inc., 2002年) ISBN 1-57955-008-8
- An Elementary Introduction to the Wolfram Language (Wolfram Media Inc., 2015年) ISBN 978-1944183004
- What Is ChatGPT Doing ... and Why Does It Work? (Wolfram Media Inc., 2023年) ISBN 978-1579550813

### 論文集
- Cellular Automata And Complexity Collected Papers (Westview Press, 1994年) ISBN 0-201-62664-0

### マセマティカの解説書
- The Mathematica Book, Fourth Edition (Cambridge University Press, 1999年) ISBN 0-521-64314-7
  - (日本語版)Mathematicaブック 第4版 (東京書籍 2000年) ISBN 4-487-79578-8